# Mosaico di foresta e savana del Congo occidentale
Il mosaico di foresta e savana del Congo occidentale è un'ecoregione dell'ecozona afrotropicale, definita dal WWF (codice ecoregione: AT0723), che si estende attraverso Gabon, Repubblica del Congo, Repubblica Democratica del Congo e Angola.

## Territorio
È un'ecoregione di savana che occupa 413.500 km² dal sud del Gabon, passando per il sud della Repubblica del Congo e l'ovest della Repubblica Democratica del Congo, fino al nord dell'Angola. Appartiene a questa ecoregione anche una piccola enclave nel centro del Gabon. Confina a nord con le foreste di pianura del Congo nord-occidentale, a nord-est con le foreste palustri del Congo occidentale, le foreste palustri del Congo orientale e le foreste di pianura del Congo centrale, ad est con il mosaico di foresta e savana del Congo meridionale, a sud e a sud-est con i boschi di miombo angolani, e ad ovest con la savana e boscaglie della scarpata angolana, le mangrovie dell'Africa centrale e le foreste costiere equatoriali atlantiche. Man mano che l'imponente fiume Congo si fa strada verso la costa attraverso questa ecoregione, attraversa le capitali di due paesi: Kinshasa, capitale della Repubblica Democratica del Congo, e Brazzaville, capitale della Repubblica del Congo. Nel suo corso inferiore, il fiume scorre in vasti altopiani incisi dall'erosione, all'interno di spettacolari canyon profondi anche 300 m. Intorno al fiume e verso sud, fino all'Angola, questa ecoregione è tutta un susseguirsi di foreste secche e umide, savane e praterie.

## Flora
Nel corso degli ultimi 10 milioni di anni, il clima, nell'Africa centrale, ha subito variazioni cicliche. Gli studiosi hanno individuato ben 20 diverse oscillazioni climatiche, durante le quali le estensioni di foresta e savana sono mutate. In condizioni di aridità, le savane divenivano più estese, mentre i periodi di clima umido vedevano l'espansione delle foreste pluviali.

## Fauna

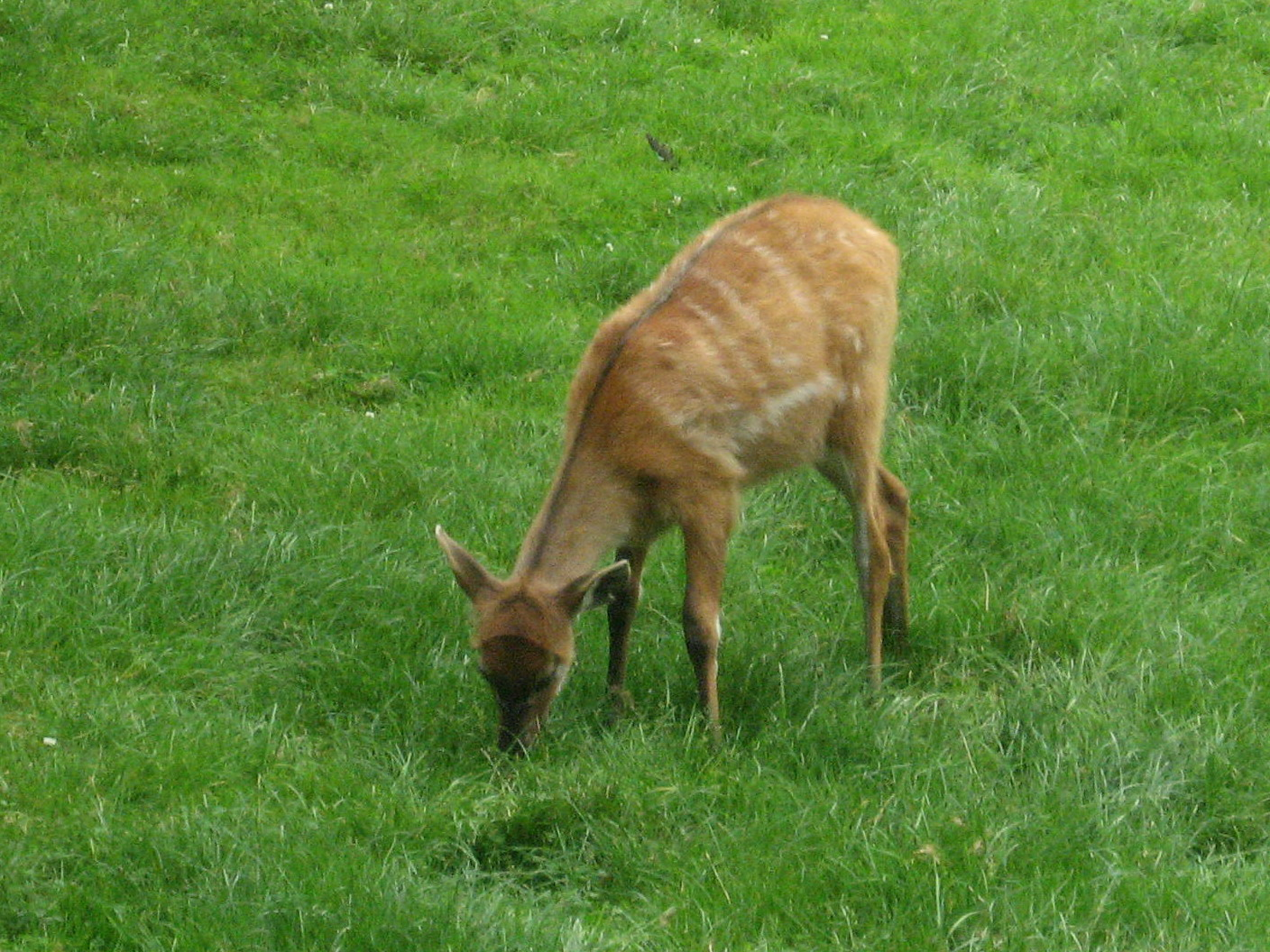
Un esemplare di cucciolo di sitatunga (Tragelaphus spekii)

In questa ecoregione è presente un gran numero di primati, tra cui il colobo rosso di Bouvier (Piliocolobus bouvieri), in pericolo di estinzione, e il cercocebo dal ciuffo (Lophocebus aterrimus), che vivono sulle cime degli alberi delle foreste a galleria. Tra gli altri mammiferi presenti vi sono elefanti (Loxodonta africana), leoni (Panthera leo), bufali di foresta (Syncerus caffer nanus), facoceri (Phacochoerus africanus) e numerose specie di antilopi, come il cobo (Kobus ellipsiprymnus), la redunca comune (Redunca arundinum), la silvicapra (Sylvicapra grimmia) e perfino il sitatunga (Tragelaphus spekii), la più acquatica tra le antilopi. Sono presenti anche varie specie endemiche di uccelli, come la cossifa testabianca (Cossypha heinrichi) e l'averla di macchia di Braun (Laniarius brauni). Sfortunatamente, sono entrambe minacciate dalla deforestazione.

## Conservazione
Importanti centri urbani, come Kinshasa e Brazzaville, ospitano abitanti che dipendono ancora dalla foresta per risorse come il bushmeat e il legname da costruzione. Il fiume Congo e le strade locali forniscono un facile accesso alla foresta. In molte zone rurali, la vegetazione originaria viene spesso distrutta a vantaggio dell'agricoltura. Ma forse la minaccia principale è stata la serie di guerre civili che hanno coinvolto Angola, Repubblica Democratica del Congo e Repubblica del Congo. Queste guerre hanno provocato imponenti spostamenti di rifugiati e devastato l'ambiente.